# La vida oculta de Fidel Castro
La vida oculta de Fidel Castro es un libro publicado en 2014 escrito por el cubano Juan Reinaldo Sánchez, guardaespaldas durante casi dos décadas del comandante Fidel Castro. En este libro, el autor analiza la vida pública y privada de Castro, poniendo en duda la austeridad e ideales del líder cubano.

## Contenido
El autor cuestiona a la austeridad asociada a la figura de Castro, poniendo en evidencia manipulaciones financieras, secretos de estado, traiciones e incluso su complicidad con los narcotraficantes.

## Antecedentes
Sánchez fue guardaespaldas durante diecisiete años (entre 1977 y 1994) de Fidel Castro. Al comunicar su renuncia, Sánchez fue encarcelado durante dos años por "insubordinación". Algunas de las razones que llevaron a Sánchez a dejar de creer en el régimen castrista fueron "una conversación entre Fidel y su entonces ministro del Interior, José Abrantes, que dejaba constancia de su relación con el narcotráfico" en 1989 y la condena posterior a Arnaldo Ochoa.
En 2008 logró escapar a Estados Unidos después de diez intentos, siendo así el único integrante de la escolta personal de Castro en huir de Cuba. Sánchez, licenciado en Derecho y con formación en espionaje y contraespionaje, fue teniente coronel del Ministerio del Interior (Minint) y además de organizar la protección de Castro, también llevaba la agenda del mandatario.

## Publicación
El libro fue publicado originalmente en España en el año 2014, y fue publicado en inglés en Estados Unidos en 2015. Semanas después de publicar la versión en inglés del libro, Juan Reinaldo Sánchez murió en Miami a los 66 años de edad a causa de una enfermedad pulmonar.
El libro está totalmente censurado en Cuba y las páginas en internet mediante las cuales se puede acceder a él se encuentran bloqueadas.